# Tetla de la Solidaridad
Tetla de la Solidaridad là một đô thị thuộc bang Tlaxcala, México. Năm 2005, dân số của đô thị này là 24737 người.